# فوقس كاليفورني
فوقس كاليفورني (الاسم العلمي:Hesperophycus californicus) هو نوع من الطلائعيات يتبع جنس الفوقس مسائي من فصيلة الفوقسية.